# Арвальд и Арвальд
Арвальд и Арвальд (убиты в 686 году) — святые мученики. День памяти — 22 апреля. 
Святые мученики Арвальд и Арвальд (Arwald and Arwald) названы по имени их отца, принца с острова Уайт, так как их собственные имена утрачены. Они были убиты воинами короля Кедваллы (память 20 апреля), на следующий день после того, как были крещены.